# سفر اعداد
سفر اعداد (به عبری:בַּמִּדְבָּר، به معنی «در بیابان») چهارمین کتاب تورات یهودیان و از کتاب‌های عهد عتیق مسیحیان است. کتاب اعداد مشتمل بر سی و پنج فصل و شرح دوران سی و هشت سال سرگردانی بنی‌اسرائیل در بیابان بعد از پیمان بستن در کوه سینا است. در این کتاب توقف بنی‌اسرائیل در قادش برنیع و عزیمت آن‌ها به دشت‌های موآب نیز شرح داده شده‌است. بر اساس روایات یهودی، موسی این کتاب را نوشته‌است.